# Pnorisa fasciatipes
Pnorisa fasciatipes är en insektsart som beskrevs av Bolívar, I. 1912. Pnorisa fasciatipes ingår i släktet Pnorisa och familjen gräshoppor. Inga underarter finns listade i Catalogue of Life.